# Die Verwandlung der Welt. Eine Geschichte des 19. Jahrhunderts
Die Verwandlung der Welt. Eine Geschichte des 19. Jahrhunderts von Jürgen Osterhammel  ist ein Versuch, die Geschichte des 19. Jahrhunderts in weltgeschichtlichem Zusammenhang darzustellen, ohne dabei eine räumliche oder politische Gliederung als Orientierungspunkt zu wählen. So erzählt Osterhammel nicht aus einer bestimmten Perspektive, sondern betrachtet die Zusammenhänge, die Ungleichzeitigkeit des Gleichzeitigen, die Verschiedenheit der Kulturen und die Zeitverschiebung von Institutionen und Kulturelementen in den verschiedenen Kulturen.
Für die Gliederung des Gesamtwerks bedeutet das, dass er seinen Gegenstand unter drei unterschiedlichen Gesichtspunkten angeht: in Annäherungen, Panoramen und Themen. Wofür diese abstrakten Begriffe bei Osterhammel stehen, zeigt sich in der Ausführung des Werks.

## Darstellungsansatz
Osterhammel setzt mit seinem Unternehmen einer gobalgeschichtlichen Betrachtung (wie vor ihm Bayly in Die Geburt der modernen Welt, 2006 zu einem Zeitpunkt an, wo die Globalisierung schon so weit vorangeschritten ist, dass die Menschheitsgeschichte starke und mehr und mehr weltweite Wirkungszusammenhänge erkennen lässt.
Dabei vermeidet er es, die Geschichte des 19. Jahrhunderts erzählend darzustellen; vielmehr geht er sie unter eigens für dieses Werk entwickelten Aspekten an.

### Annäherungen
Zunächst nähert er sich dem Jahrhundert mit dem Blick auf das Selbstbild der Zeit, dann unter dem der Kategorien Zeit und des Raumes an.
Bei der Betrachtung des Selbstbildes und unter dem Zeitaspekt sieht er das 19. Jahrhundert immer in Bezug auf seine charakteristischen Unterschiede zu den früheren Jahrhunderten und auf die Wandlungen, die die Strukturen des 20. Jahrhunderts herbeiführten. Dafür kann der Satz „Vor dem 20. Jahrhundert kann kein einziges Jahr als epochal für die gesamte Menschheit betrachtet werden“ (S. 96) als beispielhaft gelten. Das 19. Jahrhundert wird in die Kontinuität der vorhergehenden Jahrhunderte  gestellt und andererseits deutlich von dem Globalisierungsgrad des 20. abgehoben.
Das gilt auch für seine Aussagen über den Raum. Osterhammel achtet darauf, dass uns geläufige Termini nicht ungeprüft als schon im 19. Jahrhundert gültig verwendet werden:
„Die Sammelbezeichnung Südostasien entstand während des Ersten Weltkriegs in Japan.“ (S. 137) „Die Kategorie des Westens etwa [...] findet sich als dominante Denkfigur nicht vor den 1890er Jahren.“ (S. 143) „Im langen 19. Jahrhundert war viel häufiger als vom Westen von der zivilisierten Welt die Rede. [...] In Japan wurde es sogar zum Ziel nationaler Politik, als zivilisiertes Land akzeptiert zu werden.“ (S. 144)

### Panoramen
Danach gibt Osterhammel unter der Überschrift Panoramen ohne Vollständigkeitsanspruch einen Überblick über acht große Wirklichkeitsbereiche, die wesentliche Elemente der Gesamtgeschichte des 19. Jahrhunderts erfassen sollen. Dabei wendet er in seiner Darstellung erstmals das Verfahren an, das er allgemein für die Globalgeschichte für angemessen hält. Er betrachtet zunächst ein Phänomen im globalen Überblick, um dann an einzelnen Regionen aufzuzeigen, worin die regionalen Gemeinsamkeiten und Unterschiede bestehen.
- Sesshafte und Mobile (Hier betrachtet Osterhammel die gesamte demographische Entwicklung, nicht nur aufgrund der verschiedenen Arten von Migration.)
- Lebensstandards (Lebensstandards lassen sich quantitativ beschreiben, auch wenn Reichtum je nach Gesellschaft etwas ganz Unterschiedliches bedeuten kann.)[9]
- Städte (Er sieht sie zum einen als Repräsentanten ganzer Zivilisationen,[10] zum anderen als Knotenpunkte.[11] In dieser Rolle sieht er besonders Metropolen[12] und Hafenstädte.)[13]
- Frontiers (Städte und Frontiers haben bei aller Gegensätzlichkeit gemeinsam, dass sie Migranten anziehen.)[14][15]
- Imperien und Nationalstaaten („Das 20. Jahrhundert war die große Epoche des Nationalstaates. Im 19. Jahrhundert war das Imperium, noch nicht der Nationalstaat, die im Weltmaßstab dominante territoriale Organisationsform von Macht.“ (S. 603))[16]
- Mächtesysteme, Kriege, Internationalismen (Das europäische Staatensystem folgte ab 1815 vereinbarten Regeln, doch die galten nur in Europa, nicht gegenüber außereuropäischen Mächten. Es fand eine „bewusste Entglobalisierung der internationalen Politik“ (S. 679) statt.)[17]
- Revolutionen (Nach der Erörterung von Revolutionsdefinitionen erläutert Osterhammel am Beispiel der amerikanischen und der französischen Revolution das Neue der beiden „Aufklärungsrevolutionen“, in denen er den Beginn der politischen Moderne sieht).[18]
- Staat (Bei größter Vielfalt politischer Formen[19] gab es doch in Europa die Tendenz zum Verfassungsstaat[20], doch weltweit ging der Einfluss der Bevölkerung auf ihr Schicksal wegen der Fremdbestimmung durch imperiale Staaten auch wieder zurück, so dass kein eindeutiger Fortschritt zu erkennen ist.)[21]

Die Panoramen sind durchaus nicht so klar gegliedert und ähnlich gleichwertig wie die Annäherungen. Vielmehr gibt es große Überschneidungen z. B. zwischen Lebensstandards  und Mobilität; denn während der Sklavenexport die Betroffenen in Lebensstandard und Lebensqualität meist für Generationen zurückwarf, wurde die freiwillige Migration meist von Personen der Unterschicht gewählt, die hoffen durften, mittelfristig ihren Lebensstandard zu verbessern, auch wenn sie im Falle der Indentur zwischenzeitlich zu Arbeit ohne (oder zu nur sehr geringem) Lohn verpflichtet waren.

### Themen
An die Panoramen schließen sich die folgenden Themen an:
- Energie und Industrie („Das 19. Jahrhundert war die Epoche der Ausbreitung der industriellen Produktionsweise sowie der damit verbundenen Gesellschaftsformen über große Teile der Welt. Es war jedoch nicht die Zeit einer einförmigen und gleichmäßigen Industrialisierung.“ (S. 909) Die Grundlage für die Entwicklung war die Ausbeutung fossiler Energie.)[22]
- Arbeit („Arbeit kann im Haushalt erfolgen, im größeren Rahmen einer Dorfgemeinschaft oder innerhalb einer komplexer aufgebauten Organisation wie einer Fabrik, einer Behörde oder einer Armee.“ (S. 958))[23]
- Netze („Die Zeit zwischen der Jahrhundertmitte und dem Ersten Weltkrieg, gerade einmal sechs Jahrzehnte, war eine Periode beispielloser Netzwerkbildung.“(S. 1011))[24]
- Hierarchien (Hierarchie ist eine der wichtigsten Dimensionen von Gesellschaft. „Daher lassen sich 'nationale' Gesellschaften besonders gut durch ihre rechtlichen Institutionen charakterisieren.“ (S. 1057))[25]
- Wissen („Wissen bezieht sich in diesem Kapitel auf kognitive Ressourcen, die der Lösung von Problemen und der Bewältigung von Lebenssituationen in der realen Welt dienen. [...] Zumindest in Europa und Nordamerika kam damals ein rationalistisches und instrumentelles Verständnis von Wissen auf. [...] Im 19. Jahrhundert wurde der alte Begriff der Wissenschaft erstmals durch Aspekte angereichert, die wir heute fest mit ihm verbinden. Die Fächersystematik, wie sie immer noch verwendet wird, geht erst auf diese Epoche zurück. Moderne institutionelle Formen der Gewinnung und Verbreitung von Wissen wurden geschaffen: die Forschungsuniversität, das Labor, das geisteswissenschaftliche Seminar. Die Beziehungen zwischen der Wissenschaft und ihren Anwendungen in Technik und Medizin wurden enger.“ (S. 1105 f))
- „Zivilisierung“ und Ausgrenzung („Niemals war die Idee der Zivilisierung so mächtig wie im 19. Jahrhundert. [...] Kulturelle Monumente wie die Lutherbibel oder die großen Barockkirchen lassen sich als Instrumente von Zivilisierungsmissionen verstehen.“ (S. 1173))[26]
- Religion („Noch im 19. Jahrhundert war Religion die für das Alltagsleben der Menschen wichtigste Form von Sinnbildung, also das Zentrum aller geistigen Kultur.“ (S. 1239))[27]

### Das 19. Jahrhundert in der Geschichte
Zum Abschluss seines Werkes stellt Osterhammel fünf Merkmale heraus, die die Einzigartigkeit des 19. Jahrhunderts gegenüber allen vorangegangenen verdeutlichen:
(1) Die  „asymmetrischer Effizienzsteigerung“ bei der Produktivität menschlicher Arbeit aufgrund der Industrialisierung und der Erschließung neuer Landreserven, dann die waffentechnischen Innovationen und die verbesserte Organisation und Strategie des Militärs verbunden mit der Bereitschaft, alle Möglichkeiten des Staates einzusetzen und schließlich „die zunehmende Kontrolle von Staatsapparaten über die Bevölkerung der eigenen Gesellschaft.“ (S. 1288)
(2) Die enorm anwachsende und sich beschleunigende Mobilität.
 Insbesondere spielte dafür die Entwicklung neuer Infrastrukturen zur Vernetzung wie Eisenbahn und Fernmeldetechnik eine Rolle.
(3) Die „Ausweitung der medialen Möglichkeiten“, die Osterhammel als „asymmetrische Referenzverdichtung“ bezeichnet, also die Möglichkeit, in kurzer Zeit über große Entfernungen hinweg einen intensiven kulturellen Austausch zu pflegen. Im 21. Jahrhundert lässt sich die Bedeutung dieser Möglichkeiten aufgrund des um die Jahrtausendwende nochmals erheblich gesteigerten Tempos des Austauschs noch kaum richtig einschätzen.
(4) Die „Spannung zwischen Gleichheit und Hierarchie“, die darauf zurückzuführen war, dass die Kluft zwischen dem theoretischen Anspruch der Menschenrechte und ihrer praktischen Umsetzung aufgrund von bestehenden hierarchischen Strukturen noch ungeheuer groß war.
(5) Die Emanzipation, durch die diese Kluft geschlossen werden sollte.

## Rezeption

### Hervorhebung der Außergewöhnlichkeit
Jürgen Kocka urteilt über Osterhammels Darstellung: „ein Meilenstein deutscher Geschichtsschreibung, eines der wichtigsten historischen Bücher der vergangenen Jahrzehnte, ein großer Wurf. Sie bietet ein fundiertes Bild des 19. Jahrhunderts in globalhistorischer Erstreckung“
Urs Hafner charakterisiert diese Geschichte des 19. Jahrhunderts so: „Diese Globalgeschichte lässt die angeblich unüberwindbaren Unterschiede zwischen den Kontinenten und Kulturen erstaunlich schrumpfen. Sie bringt die Welt zusammen, ohne dass sie die Differenzen verwischte; vielmehr setzt sie diese zueinander in Beziehung. Wo man etwa bei der Ausbreitung der modernen Wissenschaften bisher nur den westlichen Imperialismus am Werk sah, entdeckt Jürgen Osterhammel ein nuanciertes Hin und Her zwischen Europa – besonders Deutschland, das die moderne Forschungsuniversität erfand – und den nichteuropäischen Räumen (und immer wieder auch zwischen diesen)“
Thomas Meyer meint, dass dieses „Opus Magnum die Geschichtsschreibung verändern“ werde.

### Kritik
Stephan Speicher kritisiert, das Werk sei zwar „reflexionsstark“, aber andererseits auch „thesenarm“.  Außerdem bedauert er das Fehlen der Philosophie und der Künste.

### Weitere Rezensionen
- Jürgen Kocka: Die erste Globalisierung – Ein großer Wurf: Jürgen Osterhammels Weltgeschichte des 19. Jahrhunderts. In: Die Zeit, Nr. 9/2009;
- Andreas Fahrmeir: Jürgen Osterhammel: Die Verwandlung der Welt – Das Panoramabild eines Jahrhunderts. In: Frankfurter Allgemeine Zeitung, 2. April 2009, S. 34.
- Detlev Claussen in: Die Tageszeitung, 12. März 2009

„Als brillant entworfen und als Meisterwerk feiert Rezensent dieses Porträt des 19. Jahrhunderts, das der Historiker Jürgen Osterhammel mit seinem epochalen und voluminösen Band vorgelegt hat. Wer das Buch erwerbe, so Claussen, der werde mit einer aufgearbeiteten Bibliothek der Weltgeschichte belohnt, die keine Leserwünsche offen lässt, außer vielleicht den nach einem zweiten Lesebändchen. Durch "synthetische und analytische Praxis" versetze Osterhammel dem noch fortwirkenden "Eurozentrismus, den entscheidenden intellektuellen Stoß", indem er "systematisch den Perspektivwechsel einübt", der Amerika und Afrika ins Blickfeld rückt und aus dem auch die Geschichte Europas verstanden werden muss. Von daher sei Weltgeschichte das Gebot der Stunde, um die veränderte Welt auch begreifen zu können, so der restlos begeisterte Detlev Claussen.“
- Patrick Manning:

„Aufs Ganze gesehen finde ich, dass das Buch einen effektiven Überblick über die gegenwärtige Literatur zur Weltgeschichtsliteratur bietet, wie sie jetzt existiert. Der Autor hat die Fähigkeit bewiesen, für viele Themen und Regionen umfassend auf die Literatur zu seinem langen neunzehnten Jahrhundert zurückzugreifen, und es in Berichten zu vielen groß angelegten Themen darzustellen. Das Buch präsentiert ein facettenreiches Narrativ von Annäherungen, Panoramen und Themen. Es reicht bis vor 1800 zurück, um die Ursprünge der Welt des 19. Jahrhunderts zu verfolgen, bemüht sich jedoch mehr darum, die Konsequenzen für das 20. Jahrhundert aufzuzeigen. Der Autor lädt die Leser ein, die Kapitel in beliebiger Reihenfolge auszuwählen und zu lesen, so dass die neunzehn Kapitel mit jeweils fünfzig Seiten gleichgeordnet sind.“
- J. R. McNeill:

„Das 2009 auf Deutsch erschienene Werk fand großen Anklang und katapultierte Osterhammel in die erste Reihe der Historiker. Als Bundeskanzlerin Angela Merkel 2014 ihren sechzigsten Geburtstag feierte, hielt Osterhammel den Festvortragl.“

## Bibliographische Angaben
- Jürgen Osterhammel: Die Verwandlung der Welt. Eine Geschichte des 19. Jahrhunderts. Beck, München 2009, ISBN 978-3-406-58283-7 (6. Auflage 2020).

## Einzelbelege
1. ↑  Diesen  Zugriff rechtfertigt Osterhammel mit der Behauptung: "Das 19. Jahrhundert kann im Rückblick von heute global gedacht werden, weil es sich selbst so gedacht hat." (Verwandlung der Welt, S. 44)
2. ↑  Annäherungen: Selbstbild, Zeit und Raum. Panoramen: Sesshafte und Mobile; Lebensstandards; Städte; Frontiers; Imperien und Nationalstaaten; Mächtesysteme, Kriege, Internationalismen; Revolutionen; Staat. Themen: Energie und Industrie; Arbeit; Netze; Hierarchien; Wissen; "Zivilisierung" und Ausgrenzung; Religion.
3. ↑  "Die traditionelle Weltgeschichte ist die Geschichte einigermaßen genau definierter Blöcke, die sich auf Landkarten eintragen lassen. Globalgeschichte dagegen versteht sich als der Versuch, die Vernetzungen, die manchmal auch sehr dünnlinig sein können, dieser Blöcke zu beschreiben. Da tendiert man dazu, das, was sich nicht verbindet, wegzulassen. Diese Schwäche nehmen wir in Kauf, weil wir davon ausgehen, dass man zu lange solche Verbindungen übergesehen hat." Grenzen sind eine Illusion (Memento vom 3. Januar 2017 im Internet Archive), Osterhammel im Interview über Weltgeschichte, Frankfurter Rundschau 22. September 2012)
4. ↑  Die Geburt der modernen Welt, auf perlentaucher.de
5. ↑  "Das 19. Jahrhundert wird nicht länger aktiv erinnert, es wird nur noch repräsentiert. [...] Die meisten der Formen und Institutionen solcher Repräsentation sind Erfindungen des 19. Jahrhunderts selbst: das Museum, das Staatsarchiv,
die Nationalbibliothek, die Photographie, die wissenschaftliche Sozialstatistik, der Film. Das 19. Jahrhundert war eine Epoche organisierter Erinnerung und zugleich gesteigerter Selbstbeobachtung." (S. 26)
6. ↑  " 'Mein' 19. Jahrhundert wird nicht als zeitliches Kontinuum [...] gedacht. Die Geschichten, die mich interessieren, sind nicht lineare [...], sondern Übergänge und Transformationen. Jede dieser Transformationen weist eine eigene temporale Struktur auf, [...]" (S. 86) - "Was ich veranschaulichen und kommentieren möchte, ist nicht eine abgeschottete und selbstgenügsame Geschichte des 19. Jahrhunderts, sondern das Eingefügtsein einer Epoche in längere Zeitlinien: das 19. Jahrhundert in der Geschichte." (S. 87)
7. ↑  "In der Entwicklung des geographischen Wissens nimmt das 19. Jahrhundert im doppelten Sinne eine Übergangsstellung ein. Erstens war dies jene Epoche, in der die europäische Erdkunde eine eindeutige Dominanz über die geographische Weltauffassung anderer Zivilisationen gewann. [...] Die professionellen Geographen verstanden sich teils als Naturwissenschaftler mit enger Verbindung zu exakten Disziplinen wie Geologie, Geophysik oder Hydrologie, teils als Human- oder Anthropogeographen, nun nicht länger bloß als Gehilfen der seit eh und je prestigereicheren Geschichtsschreibung. Mit jedem Lehrbuch und Schulbuch und jeder Karte, vor allem wenn dahinter eine obrigkeitliche Autorisierung stand, übten sie 'Benennungsmacht' aus. [...]
Gleichzeitig aber, und das ist die zweite Besonderheit, war das 19.Jahrhundert [...] auch das letzte Zeitalter der Entdeckungen. Noch immer gab es den heroischen Einzelreisenden, der in Gegenden vorstieß, die nie zuvor ein europäischer Berichterstatter betreten hatte, [...] Im Laufe des Jahrhunderts wurden einige Teile der Welt erstmals bereist und beschrieben [...] (S. 131–133)
8. ↑  Man muss als praktizierender Globalhistoriker "zoomen". Also einmal von weit weg den Blick aufs Ganze richten, dann jedoch wieder sehr nahe an ein Detail heranrücken, weil man sonst nicht versteht, wie es sich mit anderen Details in anderen Zusammenhängen verbindet. Und man sollte sich dieser unterschiedlichen Zoomabstände genau bewusst sein. Grenzen sind eine Illusion (Memento vom 3. Januar 2017 im Internet Archive), Osterhammel im Interview über Weltgeschichte, Frankfurter Rundschau 22. September 2012
9. ↑  "Lebensstandards lassen sich einerseits ungefähr quantifizieren und in eine Rangordnung bringen: In der Schweiz 'lebt es sich' heute zweifellos besser als in Haiti. Andererseits besitzen einzelne Gesellschaften und Gesellschaftstypen unterschiedliche Maßstäbe: Reichtum unter Reisbauern ist etwas anderes als Reichtum unter Beduinen oder unter Ladenbesitzern."(S. 353)
10. ↑  "Die Erinnerung an Städte ist das, was von vielen Zivilisationen nach ihrem Untergang im mythenbildenden Gedächtnis der Nachwelt haftet: Babylon, Athen, das Jerusalem des Ersten Tempels, das Bagdad der Kalifen, das Venedig der Dogen." (S. 357)
11. ↑  "Städte sind Knotenpunkte von Beziehungen und Verflechtungen. Sie organisieren ihr Umland. in Netzen, die weltweite Verbindungen schaffen." (S. 357)
12. ↑  "Die emblematischen Metropolen des 19. Jahrhunderts schufen sich ihr fortdauerndes Erscheinungsbild mehr in der Abwehr der Industrialisierung als in der Hingabe an ihre Konsequenzen. Die im 20. Jahrhundert zu beobachtende Herausbildung von Riesenstädten ohne industrielle Basis (Lagos, Bangkok, Mexico City u. a.) sollte den Blick für die nur lose Verklammerung von Urbanisierung und Industrialisierung weiter schärfen. Urbanisierung ist ein wahrhaft globaler Prozess, Industrialisierung ein sporadischer Vorgang 'ungleicher' Zentrumsbildung." (S. 368)
13. ↑  "Seehäfen waren, was in der zweiten Hälfte des 20. Jahrhunderts Flughäfen geworden sind: die wichtigsten Transaktionspunkte zwischen Ländern und Kontinenten." (S. 403)
14. ↑  "Beide, Stadt wie Frontier, haben aber auch etwas gemeinsam: Sie sind die großen Wanderungsmagneten des 19. Jahrhunderts. Als die Räume erträumter Möglichkeiten ziehen sie Migranten an wie nichts sonst in der Epoche. Gemeinsam ist der Stadt wie der Grenze die Durchlässigkeit und Formbarkeit der sozialen Verhältnisse. Wer nichts hat, aber einiges kann, mag es hier zu etwas bringen." (S. 465)
15. ↑  "Die interessanteste neue Bedeutung, die der Frontier-Begriff in der letzten Zeit gewonnen hat, ist die ökologische. [...] Man kann allgemeiner von Frontiers extraktiver Ressourcenausbeutung sprechen. Hier geht es um ökonomische, aber zur gleichen Zeit auch um ökologische Zusammenhänge. [...] Man kann nicht über Frontiers sprechen und dabei von Ökologie schweigen." (S. 474)
16. ↑  Osterhammel legt sich weder bei Imperium noch bei Nationalstaat auf einen Definitionswortlaut fest, sondern zieht es vor, die Begriffe von ihren Merkmalen her zu bestimmen. So sagt er über das Britische Imperium, dass es vorhanden war, bevor die Briten sich dessen recht bewusst wurden ("Dass die verstreuten Besitzungen der Krone und andere Territorien britischer Siedlung und Kolonisation gemeinsam ein geschlossenes 'Empire' bilden könnten, fiel vor der Mitte des 19. Jahrhunderts kaum jemandem auf." (S. 580)), und beschreibt die Schrumpfung von Spanien und Portugal vom Imperium zum Nationalstaat. Daraus, dass er Portugal und die Niederlande mit ihren Kolonien als Imperium bezeichnet, wird deutlich, dass er mit Imperium nicht etwa ‘Weltreich‘, sondern vielmehr einen Übergriff für alle Spielformen vom Römischen Reich über dynastischen Vielvölkerstaaten bis zu den imperialistischen Mächten der Epoche des Imperialismus bezeichnet. – Für die Unterscheidung von Nationalstaat und Imperium sowie die Charakterisierung aller Spielformen von Imperien benötigt Osterhammel 69 Seiten (S. 603–672)
17. ↑  "Verträge mit starker Bindungswirkung, gestützt durch periodisch zusammentretende Konferenzen von Experten, griffen einem übernationalen Recht vor, das es noch nicht gab. Das Ergebnis war eine historisch beispiellose "Normierung" auf zahlreichen Gebieten der Technik, der Kommunikation und des grenzüberschreitenden Wirtschaftsverkehrs." (S. 731) "Die entscheidende Gründungsperiode für IGOs, also von Regierungen geförderte International Governmental Organizations, waren die 1860er Jahre, das Jahrzehnt, in der auch die Nichtregierungs-Organisation des Roten Kreuzes entstand. Beginnend mit der Internationalen Telegraphenunion 1865 wurden bis zum Ersten Weltkrieg mehr als dreißig Organisationen dieser Art gegründet." (S. 733) – "Der "asymmetrische" Kolonialkrieg wurde zu einer der charakteristischen Gewaltformen der Epoche. [...] Erstmals seit Jahrhunderten gab es in ganz Afrika, in der gesamten muslimischen Welt und auf dem eurasischen Kontinent östlich von Russland keinen einzigen Staat mehr, der imstande war, seine Grenzen erfolgreich zu verteidigen [...]" (S. 734)
18. ↑  "Nimmt man die Programme der Nordamerikanischen und der Französischen Revolution beim Wort, dann gehören seither zu jeder Revolution, die sich so nennen darf, das 'Pathos des Neubeginns' (Arendt) und der Anspruch, mehr zu vertreten als nur die selbstsüchtigen Interessen der Protestierenden. Eine Revolution ist in diesem Verständnis ein lokales Ereignis mit universalem Geltungsanspruch. Und jede spätere Revolution zehrt von den Ideenpotenzialen, die mit der revolutionären Urzeugung von 1776 und 1789 in die Welt kamen, jede ist in gewissem Sinne imitativ." (S. 738)
19. ↑  "In keinem anderen Jahrhundert dürfte die Vielfalt politischer Formen größer gewesen sein als im neunzehnten." (S. 818)
20. ↑  "[...] in den 1770er Jahren begann innerhalb kurzer Zeit eine ganz neue Entwicklung von größter Tragweite: der Aufstieg des republikanischen Verfassungsstaates." (S. 819)
21. ↑  "Es ist noch nicht einmal ganz sicher, ob um 1900 ein größerer Teil der Weltbevölkerung einen unmittelbaren Einfluss auf ihr eigenes politisches Schicksal zu nehmen vermochte als ein Jahrhundert früher. In Westeuropa und Amerika war dies gewiss der Fall, doch bleibt als große Unbekannte die nicht bezifferbare Einschränkung von Partizipationsmöglichkeiten, die der Kolonialismus mit sich brachte. (S. 848)
22. ↑  „Ein Wachstum des Bruttoinlandsprodukts von 8 Prozent im Jahr, wie China es um 2000 herum erlebt hat (das Wachstum der Industrieländer nach 1950 lag im langfristigen Durchschnitt bei 3 Prozent), war im Europa des 19.Jahrhunderts vollkommen unvorstellbar.“ (S. 915) „Die Industrie war nie revolutionärer als heute. Dies ist freilich nicht der Begriff der Industriellen Revolution, den die Historiker verwenden. Ihnen zufolge handelte es sich um einen komplexen Prozess wirtschaftlichen Umbaus, der sich zwischen 1750 und 1850 [...] auf der britischen Hauptinsel (nicht in Irland) abspielte. Alles andere sollte man 'Industrialisierung' nennen [...] Dieses Wachstum erfolgt auf der Grundlage eines neuen Energieregimes, das fossile Energiequellen für die materielle Produktion erschließt und bekannte Energiespender besser nutzt. Charakteristisch ist außerdem, dass in der Organisation der Produktion der mechanisierte Großbetrieb, also die Fabrik, zwar nicht alle anderen Formen ablöst, aber doch eine dominierende Stellung erringt. Industrialisierung steht meist unter 'kapitalistischen' Vorzeichen, muss es jedoch nicht: Im 20. Jahrhundert waren einige «sozialistische» Länder mit ihrer Industrialisierung zeitweise durchaus erfolgreich.“ (S. 916)
23. ↑  „Die Idee des regulären 'Arbeitsplatzes' kam erst im 19. Jahrhundert in Europa auf; ein großer Teil von Arbeit wurde (und wird) 'irregulär' verrichtet. Arbeit folgt in der Regel standardisierten Abläufen, bewegt sich also in den Bahnen von 'Arbeitsprozessen', Solche Prozesse sind sozialer Natur. Meist schließen sie die unmittelbare Zusammenarbeit mit anderen ein, immer sind sie indirekt in gesellschaftliche Ordnungen eingebunden.“ (S. 958/59)
24. ↑  "1838 entwarf Friedrich List ein Eisenbahnschienennetz [...] für ganz Deutschland."(S. 1011) - Vor den Eisenbahnnetzen standen die Kanäle, die durch die Dampfschifffahrt enormen Auftrieb bekamen. "In den Niederlanden war bereits zwischen 1814 und 1848 [...] ein geschlossenes Kanalnetz angelegt worden."(S. 1013)
25. ↑  Das „Deutungsschema für das 19. Jahrhundert“ von der Ständegesellschaft zur Klassengesellschaft oder bürgerlichen Gesellschaft ist nicht allgemein zutreffend für Europa insgesamt. So wurden in den schottischen Highlands die „alten gälischen Clanstrukturen, die afrikanischen Sozialformen nicht unvergleichbar waren, [...] direkt in agrarkapitalistische Verhältnisse überführt.“ (S. 1061).
26. ↑  „Wäre 'Barbarei' aus der Welt verschwunden, dann fehlte ein Maßstab für das offensiv selbstzufriedene oder defensiv sorgenvolle Wertungsbedürfnis der Zivilisierten. [...] So ist 'Zivilisation' in dem normativen Sinn gesellschaftlich verfasster Verfeinerung eine universale Vorstellung, die zeitlich nicht auf die Moderne eingeschränkt ist. Häufig verbindet sich damit die Idee, die Zivilisierten hätten die Aufgabe oder gar die Pflicht, ihre kulturellen Werte und ihren way of life zu verbreiten. [...] Niemals war die Idee der Zivilisierung so mächtig wie im 19. Jahrhundert. [...] Kulturelle Monumente wie die Lutherbibel oder die großen Barockkirchen lassen sich als Instrumente von Zivilisierungsmissionen verstehen. Man sollte die Missionsdynamik der frühen Neuzeit aber nicht zu hoch bewerten, besonders nicht im Zusammenhang mit der europäischen Überseeexpansion.“ (S. 1172/73)
27. ↑  "Es gibt gute Gründe dafür, Religiosität, Religion und Religionen in den Mittelpunkt einer Weltgeschichte des 19.Jahrhunderts zu stellen. Allenfalls für einige Länder des westlichen Europa wäre es gerechtfertigt, wie es in Lehrbüchern nicht selten geschieht, Religion als einen unter mehreren Unterpunkten von «Kultur» abzuhandeln und sich dabei auf ihre organisatorische Verfasstheit als Kirche zu beschränken. Religion war überall auf der Welt im 19. Jahrhundert eine Daseinsmacht ersten Ranges, eine Quelle individueller Lebensorientierung, ein Kristallisationspunkt für Gemeinschaftsbildungen und für die Formung kollektiver Identitäten, ein Strukturprinzip gesellschaftlicher Hierarchisierung, eine Antriebskraft politischer Kämpfe, ein Feld, auf dem anspruchsvolle intellektuelle Debatten ausgetragen wurden. [...] Noch im 19. Jahrhundert war Religion die für das Alltagsleben der Menschen wichtigste Form von Sinnbildung, also das Zentrum aller geistigen Kultur." (S. 1239)
28. ↑  "Das 19.Jahrhundert war ein Zeitalter asymmetrischer Effizienzsteigerung. Diese Effizienzsteigerung zeigte sich vor allem auf drei Gebieten: Erstens stieg die Produktivität menschlicher Arbeit in einem Maße, das über Wachstumsprozesse früherer Epochen deutlich hinausging. [...]
Die andere, neben der Industrie oft übersehene Quelle der Reichtumsvermehrung war die Erschließung neuer Landreserven an Frontiers auf allen Kontinenten: im Mittleren Westen der USA oder in Argentinien, in Kasachstan oder in Burma." (S. 1286/87)
29. ↑  Ein zweites Gebiet, auf dem sich Effizienzsteigerung bemerkbar machte, war das Militär. Die Tötungskapazität des einzelnen Kämpfers wuchs. Dies war keine unmittelbare Folge der Industrialisierung, sondern ein Prozess, der sich zu ihr in verbundener Parallelität entwickelte. Neben waffentechnischer Innovation war ein Zuwachs an militärischem Organisationswissen und an strategischer Kunst eine eigenständige Ursache militärischer Effizienzgewinne. Hinzu musste schließlich der politische Wille treten, staatliche Ressourcen auf das Militär zu konzentrieren." (S. 1288)
30. ↑  Ein drittes Feld der Effizienzsteigerung war die zunehmende Kontrolle von Staatsapparaten über die Bevölkerung der eigenen Gesellschaft. Die Dichte von Verwaltungsregelungen nahm zu; Lokalverwaltungen zogen Kompetenzen an sich; Behörden registrierten und klassifizierten die Bevölkerung, ihr Grundeigentum und ihre Steuerkraft; Steuern wurden regelmäßiger, gerechter und aus einer wachsenden Zahl von Quellen abgeschöpft; Polizeisysteme wurden in der Breite und Tiefe ausgebaut." (S. 1288/89)
31. ↑  "Partielle Effizienzsteigerungen gab es an vielen Stellen der Welt. Keineswegs war die Industrialisierung eine unabhängige Variable und letzte Ursache, die alle anderen Formen von Dynamik freisetzte. Agrarische Frontiers waren weiter verbreitet als Industrialisierungskerne. Washington und Suvorov, Napoleon und Wellington führten vorindustrielle Kriege. Die drei Effektivierungssphären Wirtschaft, Militär und Staat standen in keinem festen Bedingungsverhältnis zueinander. Im Osmanischen Reich begann eine 'moderne' Staatsbürokratie ohne einen nennenswerten industriellen Hintergrund zu entstehen. Die USA waren in den Jahrzehnten nach dem Bürgerkrieg ein ökonomischer Riese, aber ein militärischer Zwerg. Russland industrialisierte sich und besaß eine riesige Armee, doch ist es fraglich, wie tief der Staat vor 1917 in die Gesellschaft, vor allem die ländliche, tatsächlich eindrang. Im Grunde bleiben nur Deutschland, Japan und Frankreich als Musterbeispiele für rundum ausgebildete moderne Nationalstaaten. Großbritannien mit seinem bescheidenen Umfang an landgestütztem Militär und seinem relativ wenig bürokratisierten local government war ebenso ein Fall für sich wie die USA. Dennoch: der Aufstieg Europas, der USA und Japans im Verhältnis zur übrigen Welt, der im 19.Jahrhundert mehr denn jemals davor und danach eine unbestreitbare Tatsache war, verdankte sich einem Paket von Faktoren. Er war, jedenfalls bis zum Ersten Weltkrieg, auch eine sich selbst tragende Erfolgsgeschichte. [...] (S. 1289/90)
32. ↑  "Die ganze dokumentierte Geschichte ist voller Bewegung: Reisen, Völkerwanderungen, Kriegszüge, Fernhandel, Verbreitung von Religionen, Sprachen und Kunststilen. Neu am 19.Jahrhundert ist dreierlei. Erstens nahm das Ausmaß menschlicher Mobilität sprunghaft zu. Die frühere Geschichte kennt keine Beispiele für Migrationen vom Umfang der Auswanderung nach Nord- und Südamerika, Sibirien oder in die Mandschurei. Die Migrationsintensität der Zeit zwischen etwa 1870 und 1930 hat sich auch danach nicht wiederholt. Sie ist ein besonders auffälliges globales Charakteristikum dieser Zeit. Auch die Zirkulation von Waren erreichte ein neues Niveau, [...] (S. 1290)
33. ↑  "[...] es ist schwer, den erfahrungsgeschichtlichen Einschnitt zu überschätzen, den es bedeutete, sich erstmals schneller und verlässlicher als ein Pferd fortbewegen zu können und zu Wasser von der Gunst der Winde unabhängig zu sein. Die Eisenbahn war um 1910 auf allen Kontinenten etabliert, auch dort, wo es kaum Industrie gab. Die Chance eines Inders, beim Eisenbahnbau zu arbeiten oder einmal mit der Bahn zu fahren, war wesentlich größer als die Wahrscheinlichkeit, eine Fabrik von innen zu sehen.
34. ↑  Drittens wurde Mobilität erst jetzt durch Infrastrukturen untermauert. Auch wenn man die Komplexität des Nachrichtenwesens im Inka-Imperium, im mongolischen Weltreich des 13. Jahrhunderts oder bei einem wohlorganisierten Postkutschenbetrieb der Biedermeierzeit nicht unterschätzen sollte, so bedeutete die Anlage von Eisenbahnsystemen, die Gründung weltweit operierender Reedereien und die Verkabelung des Planeten eine neue Qualität technischer Konkretisierung und organisatorischer Verstetigung. Mobilität war nun nicht mehr nur eine Lebensweise nomadischer Populationen, ein Notzustand von Flüchtlingen und Vertriebenen oder die Bedingung des Broterwerbs von Seeleuten. Sie war eine Dimension organisierten gesellschaftlichen Lebens geworden, deren Tempo sich von dem des kleinräumigeren Alltags unterschied."(S. 1291)
35. ↑  "Eine weitere markante Eigenschaft des 19. Jahrhunderts kann man etwas umständlich als asymmetrische Referenzverdichtung beschreiben. 'Zunahme interkultureller Wahrnehmungen und Transfers' wäre eine eingängigere, aber weniger präzise Formulierung desselben Sachverhalts. Gemeint ist dies: Auch Ideen und überhaupt kulturelle Inhalte - also mehr als die Informationsbruchstücke, die der Telegraph bewältigen konnte - wurden im 19. Jahrhundert mobiler. Man darf solche Mobilität für frühere Epochen nicht unterschätzen. Zum Beispiel war die Ausbreitung des Buddhismus von Indien aus in viele Regionen Zentral-, Ost- und Südostasiens ein immenser und vielgliedriger Prozess kultureller Migration, oft ganz buchstäblich auf den Füßen wandernder Mönche getragen. Neu war im 19. Jahrhundert die Ausweitung der medialen Möglichkeiten, mit denen Menschen über große Distanzen und über kulturelle Grenzen hinweg voneinander Notiz nahmen."(S. 1292)
36. ↑  Ein weiteres Merkmal des Jahrhunderts lag in der Spannung zwischen Gleichheit und Hierarchie. [...] Sobald Eliten in nichteuropäischen Zivilisationen das europäische Rechtsdenken kennenlernten, verstanden sie, dass es zugleich europaspezifisch und universalisierbar war. Darin lag, je nach Situation und eigener politischer Überzeugung, teils eine Bedrohung, teils eine Chance. Dies gilt in besonderem Maße für das Postulat der Gleichheit." (S. 1295)
37. ↑  "Schließlich ist das 19.Jahrhundert ein Jahrhundert der Emanzipation gewesen. Dies wird kaum überraschen. Man liest immer wieder [...] von 'Emanzipation und Partizipation' als Grundtendenzen der Epoche. Damit ist stets Europa gemeint. Ungewöhnlicher dürfte sein, den aus dem Römischen Recht stammenden, betont europäischen Begriff der 'Emanzipation' auf die ganze Welt angewendet zu sehen. [...] Der Begriff wird außerdem oft auf nationale Befreiung von der Fremdherrschaft eines Nachbarstaates oder Imperiums bezogen. [...] Einige Emanzipationsprozesse waren erfolgreich. Sie führten zu mehr Freiheit und zu Gleichberechtigung, seltener zu tatsächlicher Gleichheit. Die Sklaverei als legale Institution verschwand aus den Ländern und Kolonien des Westens. Die europäischen Juden westlich des Zarenreiches erlangten die beste rechtliche und soziale Stellung, die sie je gehabt hatten. In Europa wurden die Bauern von feudalen Lasten befreit. Die Arbeiterschaft erkämpfte sich Vereinigungsfreiheit und in vielen Ländern Europas auch das Wahlrecht. Schwieriger ist die Bilanz bei der Frauenemanzipation zu ziehen, die überhaupt erst im 19.Jahrhundert zu einem öffentlich diskutierten Thema wurde." (S. 1297)
38. ↑  Jürgen Kocka: Die erste Globalisierung – Ein großer Wurf: Jürgen Osterhammels Weltgeschichte des 19. Jahrhunderts. In: Die Zeit, Nr. 9/2009
39. ↑  Urs Hafner: Ein Säkulum der Steigerung In: NZZ 11. März 2009
40. ↑  Tomas Meyer in Frankfurter Rundschau, 10. März 2009, zitiert nach Perlentaucher: Jürgen Osterhammel: Die Verwandlung der Welt. 24. März 2021
41. ↑  Süddeutsche Zeitung 10. März 2009, zitiert nach Perlentaucher: Jürgen Osterhammel: Die Verwandlung der Welt. 24. März 2021
42. ↑  Die Tageszeitung, 12. März 2009, zitiert nach Perlentaucher: Jürgen Osterhammel: Die Verwandlung der Welt. 24. März 2021
43. ↑  "In sum, I find the book to be an effective overview of the world history literature as it now exists. The author has demonstrated the ability to draw comprehensively on the literature for many topics and regions for his long nineteenth century, and has articulated it in accounts of many large-scale issues. The book presents a multifaceted narrative of approaches, panoramas, and themes. It reaches back before 1800 to trace the origins of the nineteenth-century world, but puts more effort into showing consequences for the twentieth century. The author invites readers to skip about and read chapters in any order they choose, so that the nineteen chapters of fifty pages each are set on a par with one another."Manning on Osterhammel, 'The Transformation of the World: A Global History of the Nineteenth Century', auf networks.h-net.org
44. ↑  "In 2009, he published this work in German, and it won acclaim and vaulted Osterhammel to the front rank of historians. When Chancellor Angela Merkel celebrated her sixtieth birthday in 2014, the festivities even featured a lecture by Osterhammel." JÜRGEN OSTERHAMMEL. The Transformation of the World: A Global History of the Nineteenth Century.